# Mamadadoddi, Raichur
Mamadadoddi là một làng thuộc tehsil Raichur, huyện Raichur, bang Karnataka, Ấn Độ.